# Upravljanje znanjem pojedinca
Upravljanje znanjem pojedinca (engl. Personal Knowledge Management – PKM) je sustav koji su pojedinci oblikovali za osobno korištenje. Davenport i Prusak upravljanje znanjem opisali su kao pokušaj stvaranja, prikupljanja, prenošenja i korištenja znanja.
Koncept upravljanja znanjem pojedinca izrastao je iz kombinacije upravljanja znanjem i upravljanja informacijama pojedinca i kognitivnim ljudskim sposobnostima, a usredotočen je na pomaganju pojedincu da bude djelotvorniji i radi bolje. Iako je fokus na pojedincu, cilj koncepta je omogućiti pojedincu raditi bolje u grupama i u korporacijama. Bitan fokus upravljanja znanjem pojedinca je pojedinačno istraživanje, te pronalaženje, spajanje, učenje i istraživanje.

## Metode
Četiri komponente upravljanja znanjem pojedinca su pravovremeno ispitivanje, prikupljanje (žetva znanja), upravljanje sadržajem i proizvodno usavršavanje pojedinca. Vještine upravljanja znanjem pojedinca su održavanje, nadziranje učenja, literarnost informacija, organizacijske vještine, pojedinačna kategorizacija i taksonomije, umrežavanje s ostalima, opservacijske vještine kulturološke antropologije, komunikacijske vještine i kreativne vještine.
Softver za upravljanje znanjem pojedinca, weblogs i wiki pokazuju se kao važni elementi nekih organizacijskih sustava. Drugi korisni alati su Open space tehnologija, kulturalna antropologija, društveno označavanje, priče i pripovijesti mape pamćenja, mape koncepata i eko jezika, samostalne građe i tehnike vizualizacije, alati za pravovremeno ispitivanje, alati automatskog prikupljanja znanja te Google desktop i slični desktop alati upravljanja sadržaja. Sve te alate, samostalno organizirane i samo-upravljane, uvele su samoorganizirane grupe unutar neke organizacije da bi se olakšala razmjena znanja i upravljanje znanjem pojedinca.

## Svrha upravljanja znanjem pojedinca
Upravljanje znanjem pojedinca bilo je prvobitno namijenjeno studentima UCLA-e. Potom je predstavljeno korporacijskim menadžerima kojima je koristilo u radu.
Upravljanje znanjem pojedinca potrebno je kad god se radi s informacijama i znanjima u procesima stvaranja, nabavljanja, procjenjivanja, određivanja, organizacije, pohrane, katalogiziranja, popisivanja i izvlačenja. Upravljanje znanjem pojedinca postiže se tako da pojedinac stvori organizacijsku strukturu kojom olakšava pronalazak i povezivanje profesionalne i osobne informacije.

## Zaključak
Ključne za upravljanje znanjem pojedinca su društvene vještine, a ne tehnologija. Podatci i informacije mogu se prikupiti iz strojeva ali je potreban čovjek da bi se oni i informacije pretvorili u znanje. Podatci i informacije moraju biti uspoređeni s drugim podatcima i informacijama da bi se mogle odrediti poveznice koje ih kontekstualiziraju. Posljedice određuju važnost prikupljenih podataka i informacija, dok komunikacija dovršava proces konverzije znanja. To su razlozi na temelju kojih je online suradnja srce bilo kojeg sustava upravljanja znanjem pojedinca. Neki se ne slažu da je usredotočenost na pojedinca najbolje rješenje, jer je znatno važnije da što više zainteresiranih raspravlja kako znanje nije nikad pojedinačno ostvarenje, već proizlazi iz poznanstava, dijaloga i društvene interakcije.